# Cornelius Krieghoff
Cornelius David Krieghoff, o Kreighoff (Amsterdam, 19 giugno 1815 – Chicago, 5 marzo 1872), è stato un pittore olandese naturalizzato canadese.
Krieghoff è probabilmente il più noto pittore canadese del XIX secolo. È più conosciuto per i suoi dipinti con soggetto i panorami canadesi e la vita sociale del Canada, particolarmente nella stagione invernale.
Krieghoff nacque ad Amsterdam, Paesi Bassi, trasferendosi a New York nel 1836 e fu volontario per l'esercito americano nel 1837. Nel 1840 si trasferì, prima a Toronto poi a Montréal con la moglie Emilie Gauthier.
Viaggiò a Parigi nel 1844, dove copiò i capolavori del Louvre sotto la direzione di Michel Martin Drolling (1789-1851). I Krieghoff ritornarono a Montreal nel 1846. Lui e la sua famiglia si trasferirono a Québec nel 1853. Visse poi in Europa dal 1863 al 1870. Nel 1871 si spostò definitivamente a Chicago, dove morì nel 1872. È sepolto al Graceland Cemetery di Chicago.
Nel 1980 è stato girato il cortometraggio Kreighoff di Kevin Sullivan ispirato alla sua figura.

## Alcune opere
- French Canadian Habitants Playing at Cards (1848)
- The Sleigh Race on the St-Lawrence at Quebec (1852)
- Montmorency Falls (1853)
- The Habitant Farm (1856)
- Self-portrait (1855)
- Bilking the Toll (1860)